# Newington (Londres)
Newington é um bairro do distrito de Southwark, em Londres, na Inglaterra.
Foi nesta cidade que nasceu Michael Faraday, físico famoso.